# 小田急5000形電車 (初代)
小田急5000形電車（おだきゅう5000がたでんしゃ）は、小田急電鉄（小田急）が1969年から1982年までの13年間にわたって導入を行なった通勤車両である。
小田急では、編成表記の際には「新宿寄り先頭車両の車両番号（新宿方の車号）×両数」という表記を使用しているため、本項もそれに倣い、特定の編成を表記する際には「5065×4」「5255×6」のように表記する。特定の車両については車両番号から「デハ5400番台」などのように表記し、本項で「急行列車」と記した場合は、準急や急行を、「5000形」とした場合は登場当時から4両固定編成だった車両を、「5200形」とした場合は登場当時は6両固定編成だった車両をさすものとする。また、2400形は「HE車」、2600形は「NHE車」と表記する。
1970年代から1980年代にかけての輸送力増強のために導入された車両で、4両固定編成×15編成と6両固定編成×20編成の合計180両が製造された。当初は4両固定編成で製造され、1972年から1975年までは9000形の新造が行なわれたため増備が中断したが、1976年から増備が再開された。1978年に増備された車両は正式な形式は変更されていないものの、編成が6両固定編成に変更されただけではなく、後述するように側面窓構造に相違があるほか、設計変更ではなく新規に車両設計認可を受けていることなどから、雑誌や書籍などでは6両固定編成で登場した車両については5200形と通称される。
小田急の通勤車両では初めての新製冷房車となった形式であり、ベース色をケイプアイボリーとした上でロイヤルブルーの太帯を入れるという、その後長期にわたって小田急通勤車両の標準色となるデザインを初めて登場当時から採用した形式でもある。また、1900形から続く「低運転台の前面貫通型で行先表示は貫通扉下部、前照灯は上部で標識灯は左右上部」という、趣味的に「小田急顔」と俗称される前面様式が採用された最後の形式である。

## 登場の経緯
1960年代の前半の時点で、小田急の朝ラッシュピーク時の運行本数はすでに1時間30本に達しており、かつ比較的中距離区間の通勤客が急増していた。これに対して、小田急では急行列車の運行本数の増加を図るため、各駅停車に全長20m・6両固定編成の大型通勤車両であるNHE車を投入し、その分各駅停車の運行本数を減少させることで急行列車の運行本数を確保するという手法を採っていた。
各駅停車の車両大型化が一段落した後は、HE車などの中型通勤車8両編成で運行されていた急行列車の大型8両編成化が求められることになったが、NHE車は各駅停車向けの車両として製造されていたため設計最高速度は100km/h程度にとどまっており、急行用の大型通勤車を製造するにあたっては最高速度を120km/hに引き上げることになった。また、この時点で当時の帝都高速度交通営団（営団地下鉄）千代田線との直通運転は決定していたが、まだ乗り入れ車両に関する具体的な設計協議には入っていなかった。そこで、既にHE車で実績のある電装品とNHE車の車体を組み合わせる形で、地上線専用の急行用車両として製造されることになったのが5000形である。
急行列車の8両編成化のための車両ではあるが、8両固定編成では運用上の制約が大きく、また将来の10両編成化にあたっても6両固定編成を連結すれば対応可能で手戻りがないと判断され、4両固定編成で製造し、8両編成で運行する際には4両固定編成を2編成連結して対応することになった。小田急の通勤車両では、初めて製造段階で10両編成化を視野に入れて設計した車両である。
また後半の方の製造分に至っては、1800形・2300形などといった4000形の機器流用車対象外となった吊り掛け車両や中型車の一部の置き換えも本系列が兼任した（2200形などについては8000形が置き換えた）。

## 車両概説
本節では、登場当時の仕様を基本として、増備途上での変更点を個別に記述する。更新による変更については沿革で後述する。
5000形は全長20mの車両による4両固定編成で、5200形は同じく全長20mの車両による6両固定編成で製造された。形式は先頭車が制御車のクハ5050形で、中間車は電動車のデハ5000形である。車両番号については、巻末の編成表を参照のこと。

### 車体
| NHE車では正面窓が一段窪んでいる |  | 5000形では正面窓が外板と同一平面に近くなった |
| NHE車では正面窓が一段窪んでいる |  | 5000形では正面窓が外板と同一平面に近くなった |

先頭車・中間車とも車体長19,500mm・全長20,000mmで、車体幅は2,900mmの全金属製車体である。基本的な車体構造はNHE車と同様であるが、NHE車での運用実績を反映した骨組の改良がされている。また、当時の運輸省が定めていた鉄道車両の防火基準である「A-A基準」に対応させるため、全体的に出火対策の強化が行なわれた。
正面は貫通型3枚窓であるが、それまでの小田急の通勤車両では正面窓が外板から1段窪んだ構造になっていたものを、5000形では見た目の向上と清掃の容易化を図り、外板と同一平面に近づける構造とした。貫通扉下部への方向幕設置や助士席窓上の種別表示幕設置、貫通扉の脇に手すりが設けられている点についてはNHE車と同様である。1976年に増備された車両からは、貫通扉脇の手すりの形状が変更されているほか、それまでは手動であった正面の方向幕が自動化された。手動方向幕は白地に黒文字であったのに対し、自動化された方向幕は黒地に白抜き文字に変更された。1976年の増備車からは、台枠下部覆い（スカート）が新造時点から設置されたほか、1977年以降の増備車では56芯ジャンパ連結器の設置が省略された。
| 5000形は2段窓・扉窓はHゴム固定 |  | 5200形は1段下降窓・扉窓は、1 - 4次車はHゴム、5次車以降は押え金で固定 |
| 5000形は2段窓・扉窓はHゴム固定 |  | 5200形は1段下降窓・扉窓は、1 - 4次車はHゴム、5次車以降は押え金で固定 |

側面客用扉は各車両とも4箇所で、1,300mm幅の両開き扉である。1979年の増備車からは、客用扉の外側戸柱部分に指挟み防止安全ゴムが設けられた。
側面窓の配置は、920mm幅・高さ900mmの2段上昇窓が客用扉間に2つ1組で、客用扉と連結面の間には2段上昇窓が1つ設けられ、客用扉と窓の間には幅285mmの戸袋窓を配置、乗務員扉と客用扉の間には戸袋窓のみが配置された点などはNHE車と同様である。1978年以降に増備された5200形からは、側面窓が9000形と同様の1段下降窓に変更された、妻面の窓も2段上昇窓から固定窓に変更されたが、窓の位置自体は変更されておらず、全体的に9000形よりも50mm低い位置になっている。1980年以降の導入車両では、扉窓及び戸袋窓のHゴム固定が廃止され、金属製の押え金で固定する方法に変更された。
車両間の貫通路は1,080mm幅の広幅で、妻面の窓は2段上昇式である。5200形では妻面の窓は固定化されたほか、車号5400番台の車両の新宿側には仕切り扉が設置された。仕切り扉の窓は1981年の増備車まではHゴム固定で、1982年の増備車では金属製の押え金で固定する方式である。また、1979年の増備車では貫通路の保護装置が試験的に設置され、その後改良型が5200形の全車両に設置された。

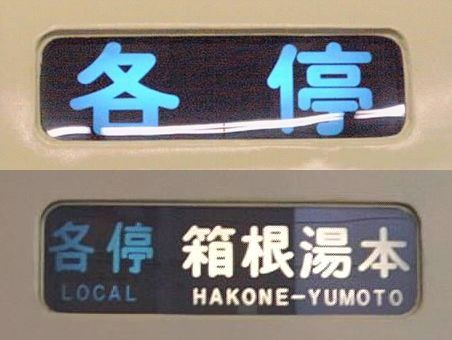
（上）種別のみの表示幕（写真はNHE車に使用された同一構造のもの）
（下）種別・行先を併記する表示幕

車体側面中央の客用窓上部には、種別表示器が設置された。当時の小田急では、急行列車では側面にサボを掲出していたが、主に各駅停車に使用する車両であったNHE車や4000形では、車両限界いっぱいまで車体を拡大する代わりにサボ受けを省略していた。しかし、5000形はNHE車と異なり急行列車用の車両であることから、側面への種別表示が旅客案内上必須と考えられた。そこで、この時期に京阪神急行電鉄（当時）の車両で使用されていた表示器を参考にして、車両限界を超過しないように車体内部に埋め込む形での電照式種別表示器が設置されたものである。この表示器は、あらかじめ黒地に「準急」「急行」と表記した板を裏側から電球で照らすというもので、正面の種別幕とともにボタン1つで操作できるものであった。1976年の増備車両からは、側面の種別表示器が巻取り字幕式に変更され、1978年12月に入線した増備車両からは、種別と行先を併記する仕様に改められた。
塗装デザインについては、ケイプアイボリーをベース色として、300mm幅でロイヤルブルーの帯を窓下に入れるという塗装が採用された。これは、5000形の登場を機に新塗装デザインの検討が進められており、現車確認のためにNHE車2655×6の編成に施したデザインが正式に採用されたもので、新造当時からこのデザインを採用したのは5000形が初めてとなった。この塗装は、その後の通勤車両の標準色となり、青帯については車体が無塗装のステンレス鋼製となった1000形以降も継承されている。

### 内装
座席はすべてロングシートで、客用扉間に7人がけ、客用扉と連結面の間には4人がけの座席が配置される。NHE車では収容力増大のため座席の奥行きを480mmにまで縮小していたが、5000形では座面の奥行きを40mm拡大して、座席の奥行きを520mmとした。座席上の荷物棚については網をアルミに変更した。室内の配色は、天井が白色系で側壁はグレー系の色を使用したアルミデコラ張りとし、座席のモケットは青色としたのは、NHE車と同様である。
車内の照明装置は交流蛍光灯16本と直流蛍光灯2本で、直流蛍光灯は予備灯兼用である。

### 主要機器

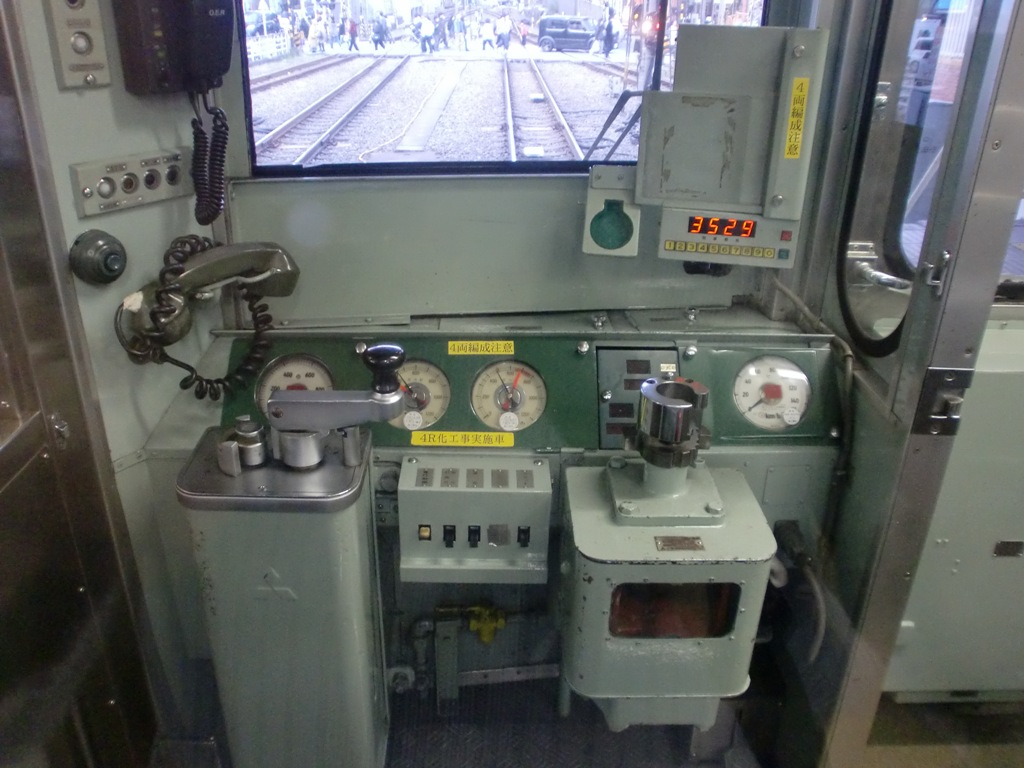
5000形の運転台（1977年以降の増備車・更新後）

5000形の設計に際しては、経済性を重視したMT同数の編成とし、主電動機や主制御器についてはHE車との互換性を保つほか、それ以外の機器においても極力他の形式との共通化することで保守の合理化を図るという、現実的かつ実用的な方針が定められた。また、乗務員室についても、送風機や熱風式デフロスターの設置、椅子の位置調整機構の変更など、作業環境の改善が図られた。1976年以降の増備車では、機器類が増設されたことを踏まえ、機器配置の見直しと集約化が行なわれている。
主電動機はHE車と同型であるが、ノメックス絶縁やTI溶接など、当時としては新技術だった耐熱絶縁材料などの導入により1時間定格出力を135kW（端子電圧340V）に増強した三菱電機製MB-3039-B型を採用した。主制御器についても、HE車と同等ながら機器の集約化などの改良を加えた三菱電機製ABFM-188-15MD型を採用した。HE車と同様にバーニア抵抗方式を用いて、力行63段・制動55段の多段制御を行なう。駆動方式はWNドライブで、歯数比は中高速域の加速性能を高くするために90:17=5.29に設定したため、起動加速度は通常時には2.4km/h/sとなった。また、低加速時の起動加速度は1.5km/h/sとし、空転が発生した際には自動的に低加速側に切り替わる設定とした。
制動装置（ブレーキ）はHE車で導入実績のある応荷重機構付電空併用のHSC-D形電磁直通ブレーキが採用された。NHE車では回生制動が採用されていたが、制動初速の高い急行列車に使用する5000形においては発電制動が必須であるという、運転部門からの要求に応えたものである。しかし、HE車のような自然通風式の抵抗器では制動時に大量の熱気が発生して乗降客に不快感を与えることもあり、5000形では強制通風式の抵抗器が採用された。
| 電動台車 FS375（車輪径910mm）  |  | 付随台車 FS075（車輪径762mm）  |
| 電動台車 FS375 （車輪径910mm） |  | 付随台車 FS075 （車輪径762mm） |

台車は、電動車が車輪径910mm・軸間距離2,200mmの住友金属工業製FS375、制御車は車輪径762mm・軸間距離2,100mmの住友金属工業製FS075である。この台車は、NHE車で実績のあるアルストムリンク式空気ばね台車とほぼ同様の構造であるが、前述したように高速域からの制動効果を確保するために、基礎制動装置をクラスプ式（両抱え式）としたものである。
集電装置（パンタグラフ）はデハ5000の小田原寄りにPT42K4型集電装置を搭載した。1976年の増備車両からは、集電装置枠をステンレス製としたPT-4212S-AM型集電装置に変更された。また、集電容量の検討結果から、デハ5200番台の車両では集電装置の搭載は省略されている。
補助電源装置は、当初はデハ5000番台の車両に9kVAのCLG-318C型電動発電機 (MG) を2台搭載していたが、1971年の増備車からは搭載位置が変更され、クハ5050番台の車両に140kVAのCLG-350A型電動発電機を1台、クハ5150番台の車両にはCLG-318C型を1台搭載とされた。さらに、1978年以降は、クハ5250番台・クハ5550番台の車両ともCLG-350A型を1台ずつ搭載することになった。電動空気圧縮機 (CP) は、両側の先頭車にC-2000M型を搭載したが、1980年以降は低騒音仕様のC-2000L型に変更された。このように、5000形では先頭車にも各種機器が搭載されているため、制御車の重量は33.7 - 33.9tと比較的重い車両となっている。

### 冷房装置
| CU-12A |  | CU-12C（カバーのみ、内部の本体はステンレス筺体の新しいものに交換されている）。CU-12Bも外観は同様 |
| CU-12A |  | CU-12C（カバーのみ、内部の本体はステンレス筺体の新しいものに交換されている）。CU-12Bも外観は同様 |

冷房装置については、当時HE車のクハ2478においてCU-12型冷房装置の実用試験が行なわれていたため、1970年までに製造された車両については試験終了後に冷房装置を搭載することを考慮しつつ、非冷房車として設計した。ベンチレーター（通風器）は先頭車では8個、中間電動車では7個設置した。また、乗務員室直後の戸袋窓についても、HE車やNHE車と同様に外側を鎧戸とした通風口とした。
1971年度に導入された編成では、8,500kcal/hの能力を有するCU-12A型集約分散式冷房装置を1両あたり5台搭載、冷風の攪拌には各車両4台の扇風機を設置した。これが小田急の通勤車両では初めての量産冷房車となった。室内の天井は、風道が室内に張り出した船底型である。1971年度の導入車両ではベンチレーターを一部に残しているが、その後の増備車両では換気機能も冷房装置に組み込まれたため、単独のベンチレーターは設置されていない。1976年以降の増備車では、低騒音型のCU-12C型冷房装置に変更されたほか、送風装置も扇風機からラインフローファンに変更されたため、室内の天井は平天井となった。なお、新造時から冷房を搭載した車両では、乗務員室直後の戸袋窓は固定窓となった。

## 沿革

### 登場当初
1969年10月から11月にかけて1次車として4編成が入線し、同年11月24日のダイヤ改正から朝ラッシュ時の急行列車の大型8両編成での運転が開始された。その後、1970年11月9日のダイヤ改正にあわせてさらに2次車として4編成が同年9月から10月にかけて入線した。1971年4月19日ダイヤ改正の直前に入線した3次車の4編成は、小田急の通勤車両では初の量産冷房車として登場し、最初に入線した8編成についても1972年までに冷房改造が行なわれたが、改造車の冷房装置は改良型のCU-12B型が採用され、ベンチレーターの設置はされなかったため、最初に冷房車として入線した3次車の4編成のみが特殊な屋根上機器配置となった。1972年からは9000形の製造が開始されたため、5000形の増備は一旦中断となった。なお、特に目立った特徴のない車両であるにもかかわらず、鉄道友の会により毎年優秀な車両を表彰する制度として制定されているローレル賞の1970年（第10回）投票では次点となっている。
| 試験的に電気警笛（スカートの丸穴）が設置されたクハ5060 |  | スカート形状や車両番号表記に特徴がある5065×4 |
| 試験的に電気警笛（スカートの丸穴）が設置されたクハ5060 |  | スカート形状や車両番号表記に特徴がある5065×4 |

1972年には全編成にスカートが設置され、1974年までに保安ブレーキ装置や列車無線が装備され、保安度の向上が図られたほか、クハ5060とクハ5160には試験的に電気警笛が設置され、スカートに丸穴が設けられたのが識別点となった。
1976年から増備が再開され、4次車として2編成が導入された。同年には5054×4・5058×4・5059×4・5060×4の4編成に対して、方向幕の自動化が行なわれている。1977年には5次車として1編成が導入されたが、この編成では外観上の識別点として、56芯ジャンパ連結器の設置が省略されたためにスカート形状が一部変更されているほか、前面の車両番号表記が間延びしているという特徴があった。

### 6両固定編成の登場
1977年7月1日のダイヤ改正からは急行列車の大型10両編成による運転が開始された。既に大型通勤車両の6両固定編成にはNHE車と9000形が存在したが、NHE車は当時は車両特性が他形式と異なるという理由により他形式との連結を行なわない方針であったため、連結可能な大型6両固定編成が不足していた。また、9000形は地下鉄直通にも使用されるために地上線で使用できる編成は少なく、その必要両数も満たされていたことから、地上線専用の大型6両固定編成（5200形）を増備することになった。
| 小田原線の急行列車の主力となった5200形5254×6（1987年、開成駅-栢山駅間）  |  | 車両番号表記に特徴がある5256×6 |
| 小田原線の急行列車の主力となった5200形 5254×6（1987年、開成駅-栢山駅間） |  | 車両番号表記に特徴がある5256×6 |

1978年1月に5200形1次車・2次車として3編成が入線した新しい6両固定編成は、すでに運用実績のある5000形4両固定編成を基本としており、形式もクハ5050形・デハ5000形で変更されていないものの、5000形の設計変更という手法を採らずに新たに設計認可を受けていることや、側窓構造の違いや箱根登山鉄道鉄道線への乗り入れの可否などの相違点がある。同年12月には5200形3次車として2編成が増備されたが、この時から側面表示器が種別のみのものから種別・行き先を併記する仕様に変更された。1979年に増備された5256×6の編成は、前面の車両番号表記が他車よりも高くなっているという特徴があった。この後も1982年までに毎年増備が行なわれ、最終的には5200形だけで20編成が製造された。折りしも1982年7月12日のダイヤ改正からは、箱根登山鉄道鉄道線への大型6両編成乗り入れが可能となり、5200形は小田原線の急行列車の主力となった。一方の5000形も、江ノ島線の急行列車を主体に運用されるようになっていた。

### 車体修理
1984年には特徴的であった5000形3次車の屋根上のベンチレーターが撤去され、1985年から1990年にかけて全車両に戸閉保安装置の設置が行なわれたほか、1989年からはOM-ATS装置の更新が開始された。
また、初期車の登場から20年前後が経過し、車体や床下電気機器に経年劣化が見られたことから、1990年からは5000形の車体修理が開始された。車体修理の内容は車体補修や化粧板や床材、座席下暖房器の交換が主であるが、特に車内イメージを一新することに重きが置かれ、化粧板は模様入りとなったほか、座席モケットの変更、車内端部座席への肘掛設置などが行なわれた。また、側面の表示装置も種別・行先を併記した仕様に変更された。1998年までに5000形4両編成の車体修理は完了したが、最後に車体修理を行なった5063×4では側面窓が2段上昇窓から上段下降・下段固定窓に変更され、その後5000形の他の編成についても側面窓が5063×4と同一構造のものに変更された。
一方、5200形の車両についても1996年度から2001年度にかけて更新が実施された。基本的には5000形と同様の内容であるが、座席のモケットはワインレッドに変更されているほか、車椅子スペースが設置され、扉窓の支持方式はHゴムから金属枠抑えに変更された。また、年が変わるごとに更新の内容も進化したものとなった。具体的には、1997年度の更新からは補助電源装置がIGBT素子による静止形インバータ (SIV) に変更され、1998年度の更新車のうち5258×6では電動空気圧縮機が交流電動機駆動のスクロール式に変更された。さらに、1999年度の更新車からはドアチャイムの設置が行なわれたが、このドアチャイムは八幡電気産業製のYA-99105型で、小田急では5200形だけに採用された音色となった。同年度の更新車からはデハ5400番台の車両の集電装置を撤去したほか、座席部分の握り棒増設が行なわれた。2000年度の更新車からは前照灯がシールドビーム2灯式に変更され、2001年度の更新車では集電装置がシングルアーム式に変更されたほか、車内の車椅子スペースの設置位置が変更された。
これらの更新のうち、シングルアーム式の集電装置については、小田急のその他のほぼ全車両に波及することになった。

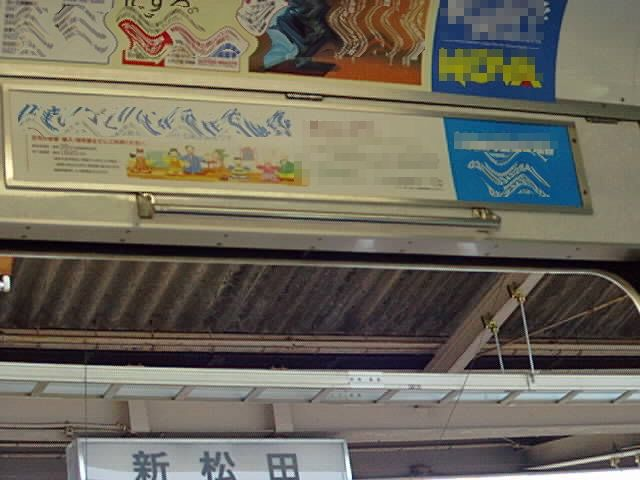
更新後の5055×4で試用されていた ドア鴨居部分の手摺り （新松田駅にて）
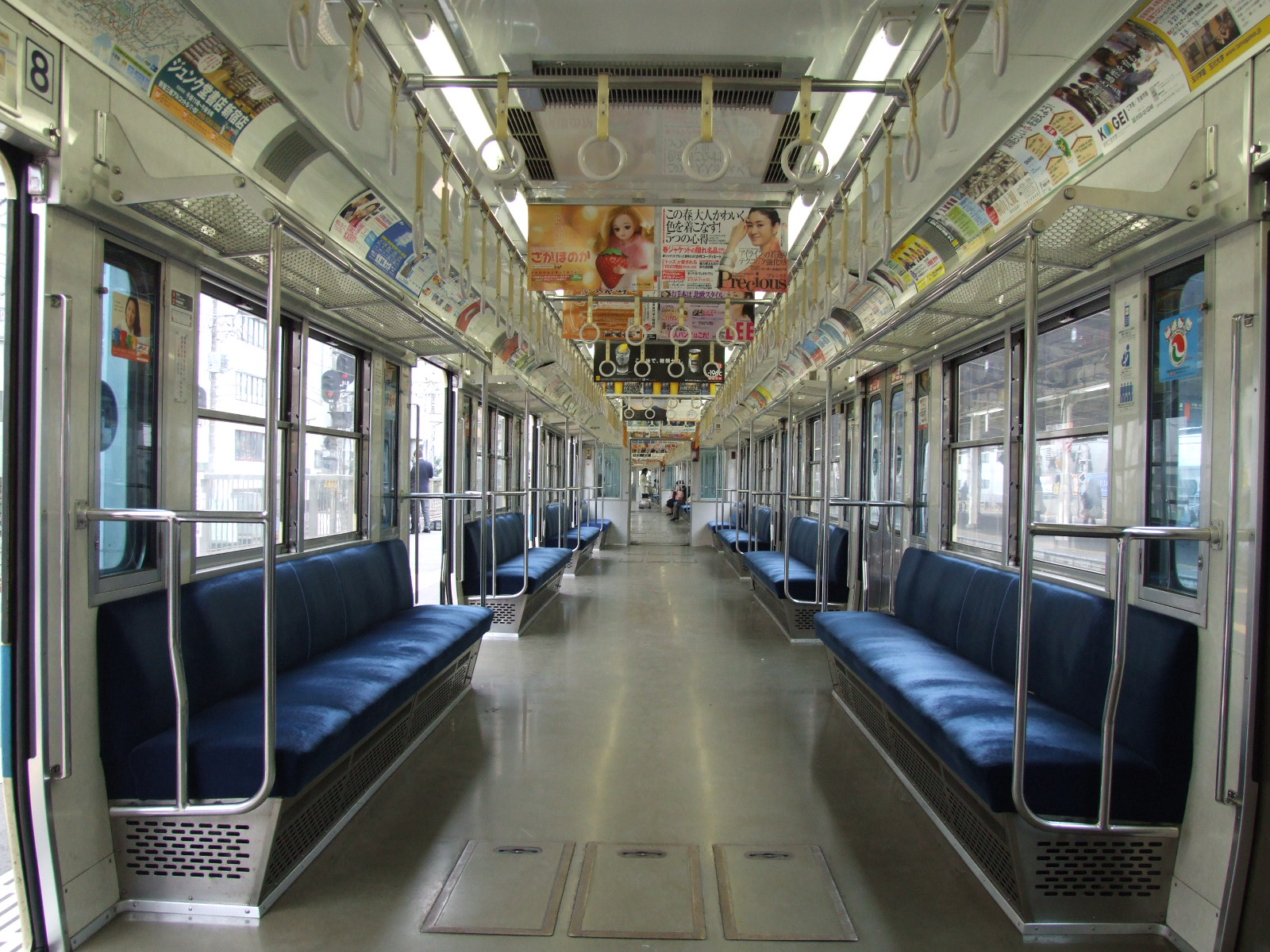
4両編成更新車 車内 （4次車以降）
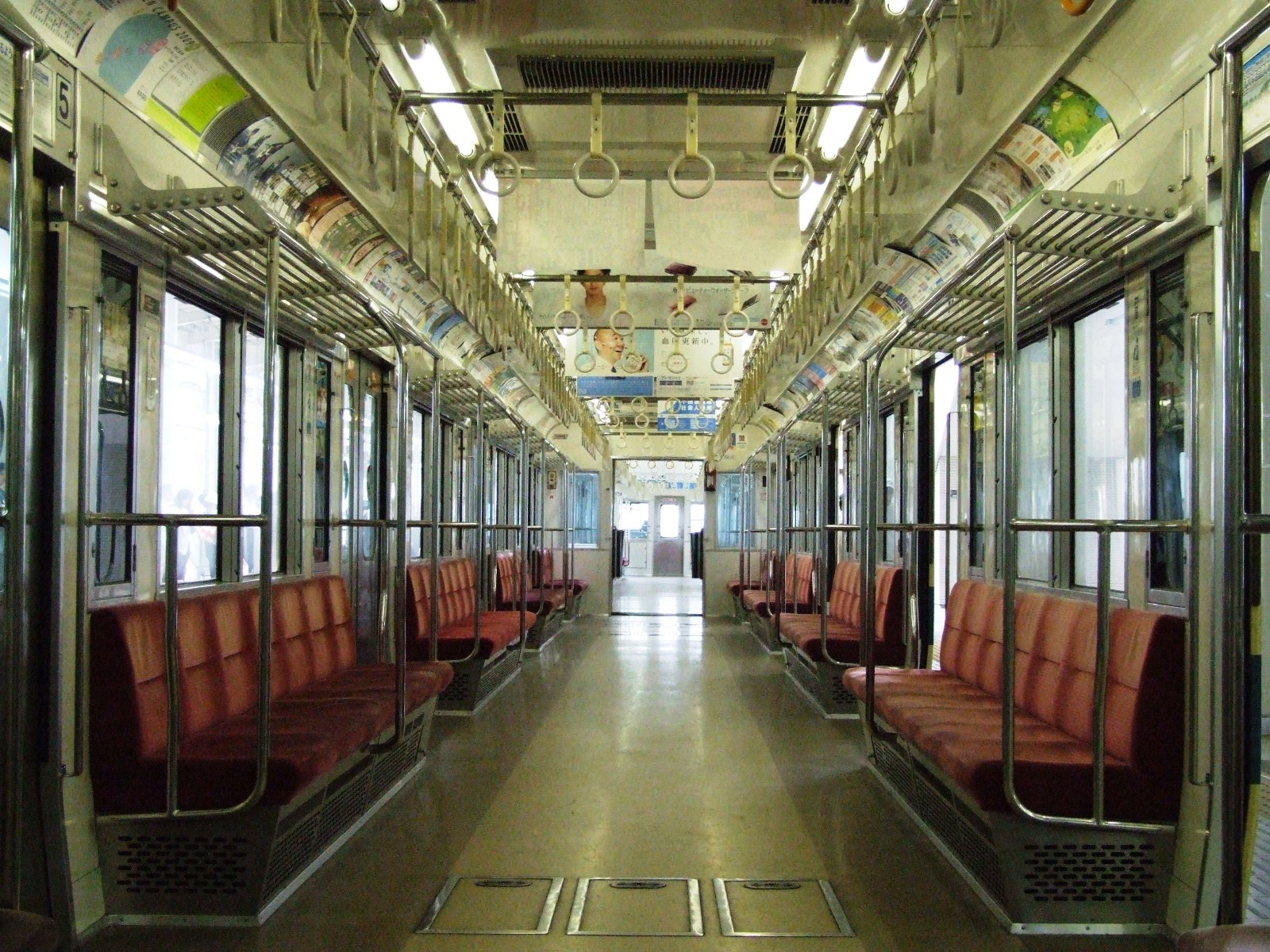
6両編成 1999年度以降の更新車 車内
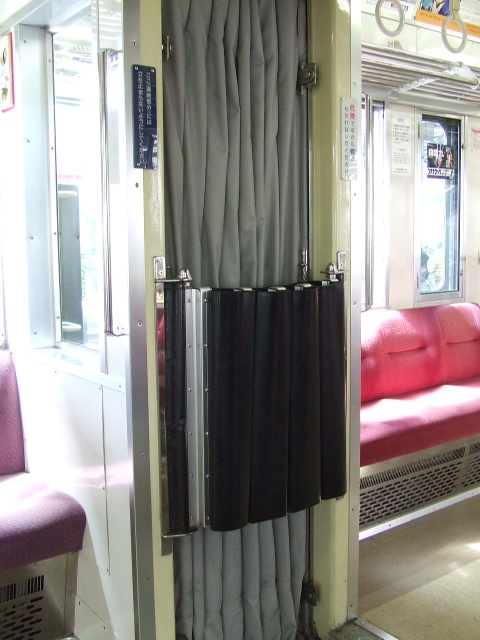
6両編成転落防止ベルト

### 淘汰
| 6両固定編成だった頃の5255×6（2007年7月18日撮影） |  | 4両固定編成化された後の5255×4（2008年7月18日撮影） |
| 6両固定編成だった頃の5255×6（2007年7月18日撮影） |  | 4両固定編成化された後の5255×4（2008年7月18日撮影） |

2006年3月18日のダイヤ改正から、5000形についても箱根登山鉄道鉄道線への乗り入れが開始された。
この時点で5000形は小田急の通勤車両では最も古い車両となっており、3000形の増備に伴い、同年から淘汰が開始された。最初に廃車になったのは1980年製の5259×6からで、同年のうちに5200形は合計4編成が廃車となった。2007年以降は千代田線（及び常磐緩行線）直通向けの4000形の増備が開始され、1000形が順次地上線に転用されたことに伴い、4両固定編成の5000形にも廃車が発生した。
しかし、この時期の小田急では6両固定編成が余剰気味になっている一方、4両固定編成が不足気味になっているという状況であった。このため、経年の高い5000形を置き換えるべく、5200形の一部を活用することになり、2007年度に5255×6・5256×6・5258×6の3編成が4両固定編成に変更され、中間車のデハ5205・5206・5208・5305・5306・5308の6両は廃車になった。編成の短縮にあたっては制御装置の限流値を変更の上、一部機器の移設が行なわれている。これに伴い、時には全て下降窓の車両で揃った5200形の10両編成もみられるようになった。その後も3000形と4000形の導入により廃車が進められ、2009年11月時点では4両固定編成・6両固定編成を合計しても66両にまで減少した。
| 5000形10両さよなら運行のヘッドマークを掲出した5000形（2011年1月30日、喜多見検車区唐木田出張所にて） |  | 最後まで残った5063×4（2012年2月28日、栢山駅） |
| 5000形10両さよなら運行のヘッドマークを掲出した5000形（2011年1月30日、喜多見検車区唐木田出張所にて） |  | 最後まで残った5063×4（2012年2月28日、栢山駅） |

2011年1月30日限りで6両固定編成の運行は全て終了することになり、同年1月29日と30日には『5000形10両さよなら運行』と題した一般公募の団体専用列車が新宿から唐木田まで運行され、喜多見検車区唐木田出張所（唐木田車庫）では撮影会も実施された。
5200形を含む4両固定編成については引き続き運行が継続されたが、その後も廃車が進められ、2011年10月時点では5000形・5200形とも各1編成ずつの合計8両にまで減少した。
ダイヤ改正前日の2012年3月16日をもって、5000形は全て運用を終了することとなり、5255×4は同年1月8日に営業運転を終了、一段下降窓の5200形は全廃となった。残る5063×4については、帯部分のブランドマークを撤去したほか、同年2月16日から運用終了までは車体に「『ラストラン』ステッカー」が掲出され、同年3月16日の本厚木11時21分発各駅停車相模大野行きを最後に、5000形の営業運行は終了した。
引退後は5000形、5200形を含めて全車両が解体された。

## 編成表
凡例Tc…制御車、M…電動車、CON…制御装置、MG…電動発電機、CP…電動空気圧縮機、PT…集電装置

### 4両固定編成
| ←小田原・藤沢 | Tc2    | M2     | M1     | Tc1    |
| ------------- | ------ | ------ | ------ | ------ |
| 号車番号      | 7      | 8      | 9      | 10     |
|               |        |        |        |        |
| 搭載機器      | MG,CP  | PT,CON | PT     | MG,CP  |
| 自重          | 31.40t | 40.20t | 36.60t | 33.70t |
|               | 5151   | 5101   | 5001   | 5051   |
| 車両番号      | ∥      | ∥      | ∥      | ∥      |
|               | 5165   | 5115   | 5015   | 5065   |

### 6両固定編成
| ←小田原・藤沢 | Tc2    | M4     | M3     | M2     | M1     | Tc1    |
| ------------- | ------ | ------ | ------ | ------ | ------ | ------ |
| 号車番号      | 1      | 2      | 3      | 4      | 5      | 6      |
|               |        |        |        |        |        |        |
| 搭載機器      | MG,CP  | PT,CON | PT     | PT,CON |        | MG,CP  |
| 自重          | 33.90t | 40.55t | 36.80t | 41.25t | 35.80t | 33.90t |
|               | 5551   | 5501   | 5401   | 5301   | 5201   | 5251   |
| 車両番号      | ∥      | ∥      | ∥      | ∥      | ∥      | ∥      |
|               | 5570   | 5520   | 5420   | 5320   | 5220   | 5270   |

### 6→4両固定編成
| ←小田原・藤沢 | Tc2    | M4     | M3     | Tc1    |
| ------------- | ------ | ------ | ------ | ------ |
| 号車番号      | 7      | 8      | 9      | 10     |
|               |        |        |        |        |
| 搭載機器      | MG,CP  | PT,CON | PT     | MG,CP  |
| 自重          | 33.90t | 40.55t | 36.80t | 33.90t |
|               | 5555   | 5505   | 5405   | 5255   |
| 車両番号      | 5556   | 5506   | 5406   | 5256   |
|               | 5558   | 5508   | 5408   | 5258   |